# Мирков
Ми́рков (укр. Мирків) — село в Гороховской городской общине Луцкого района Волынской области Украины.
До 2020 года входило в Гороховский район.
Код КОАТУУ — 0720884001. Население по переписи 2001 года составляет 629 человек. Почтовый индекс — 45732. Телефонный код — 3379. Занимает площадь 18,2 км².